# Ikku
Ikku – wieś w Syrii, w muhafazie muhaafazie Latakia. W 2004 roku liczyła 677 mieszkańców.